# Неповний відпал сталей
Неповний відпал - різновид відпалу II роду. Проводять для зниження твердості та зняття напружень у сталі, покращення її обробки різанням. Він полягає в нагріванні сталі до температури, що перевищує нижню критичну точку Ас1 на діаграмі стану сплавів залізо-вуглець, витримуванні при цій температурі з подальшим повільним охолодженням. Як правило, неповний відпал застосовують для сталей із вмістом вуглецю 0,83…1,7% (заевтектоїдні сталі), та для поковок і прокату із сталей із вмістом вуглецю менше 0,83% (доевтектоїдні сталі).
Одним з різновидів неповного відпалу є сфероїдизація. У матеріалознавстві це процес переходу кристалів надлишкової фази в глобулярну (сферичну) форму, що відбувається при порівняно високих температурах у зв’язку зі зменшенням міжфазової поверхневої енергії.